# Geographe Channel
Geographe Channel är ett sund i Australien. Det ligger i delstaten Western Australia, omkring 840 kilometer norr om delstatshuvudstaden Perth.